# Ibănești (okręg Aluta)
Ibănești – wieś w Rumunii, w okręgu Aluta, w gminie Cungrea. W 2011 roku liczyła 216 mieszkańców.